# Bathrips
Bathrips (лат.) — род трипсов из семейства Thripidae (Thysanoptera).

## Распространение
По-видимому, широко распространен по всей тропической Азии до северной Австралии, отмечен в южном Китае.

## Описание
Мелкие насекомые с четырьмя бахромчатыми крыльями. Самка макроптерная. Голова шире длины; нижнечелюстные пальпы 3-сегментные; сложные глаза крупные с пятью пигментированными фасетками; глазковые волоски I отсутствуют, волоски III длиннее волосков II; четыре пары заднеглазничных волосков, пары I и II мезад сложного глаза, III и IV латерально. Антенны 8-сегментные, сегмент I без парных дорсо-апикальных волосков, III и IV с вильчатыми конусами чувств, III-VI с микротрихиями на обеих поверхностях. Пронотум с двумя парами длинных постероангулярных волосков; двумя парами постеромаргинальных волосков. Мезонотум со срединной парой волосков далеко от заднего края; кампановидная сенсилла отсутствует переднемедиально. Метанотум слабо скульптурирован; срединная пара волосков за передним краем; кампановидные сенсиллы отсутствуют. Передние крылья узкие, с жилковыми волосками, первая жилка с длинным промежутком в ряду волосков, три дистальных волоска; вторая жилка примерно с четырьмя волосками; клавус с тремя жилковыми волосками и одним дискальным волоском; заднемаргинальные бахромчатые реснички волнистые. Мезостернум со слабыми стерноплевральными швами, эндофурка со спинулой. Метастернальная эндофурка без спинулы. Лапки 2-сегментные. Тергиты нечетко отделены от латеротергитов, без ктенидий или краспед; II-VII с тремя волосками, расположенными в линию вдоль латерального края; VIII без заднемаргинального гребня; IX с присутствием только задней пары кампановидных сенсилл, MD волоски развиты; X без срединного разделения. Стерниты без дискальных волосков или краспеды; II-VII с тремя парами постеромаргинальных волосков, стернит VII с S1 волосками перед задним краем. Самец похож на самку; тергит IX с короткими и длинными волосками S1; стернит VII с широкой поровой пластинкой. Чётких ассоциаций растений-хозяев не зарегистрировано, хотя взрослых особей несколько раз снимали с листьев различных культур семейства Бобовые (Fabaceae).

## Классификация
2 вида. В подсемействе Thripinae близок к группе Taeniothrips , но филогенетические взаимоотношения Bathrips неясны. Он разделяет с Taeniothrips отсутствие пары I оцеллярных волосков и наличие длинной пары III волосков, возникающих между задними оцеллиями, но задний край тергита VIII не имеет гребня микротрихий.
- Bathrips jasminae Ananthakrishnan, 1968
- Bathrips melanicornis (Shumsher, 1946: 179) (Taeniothrips)